# Дом Рашевского
Дом Рашевского — утраченный памятник истории местного значения в Чернигове. Дом был расположен между рынком и домом № 116А.

## История
С 21 ноября 1975 года дом входил в охранную зону мемориала «Рашевщина». В начале 1980-х годов институт «Укрпроект реставрации» включил дом в список памятников культуры, подлежащих реставрации. Но 2 июля 1984 года городской исполнительный комитет принял решение №351 про снос этого дома, затем в июне 1989 года комиссией горкоммунхоза Деснянского района было принято аналогичное решение про снос дома. Вскоре 26 июня 1989 года дом был продан Народницкому О.Е, который начал разбирать дом: снес крышу и почти разобрал стены. 
В «Оценке сохранности конструкций дома от 13 августа 1989 года» упоминается текущее состояние дома: пластины с многопрофильными карнизами, декоративные рельефные розетки, украшавшие потолок, паркет, печи, облицованные белыми плитками, декоративная резьба на фасадах и прочее. 
Решением исполкома Черниговского областного совета народных депутатов трудящихся от 02.04.1990 № 95 присвоен статус памятник истории местного значения с охранным № 3459 под названием Дом украинского живописца и скульптора Рашевского Г. И. На момент взятия дома на государственный учёт он был разобран на 70% и исходя из выводов комиссии горисполкома от 21.05.1990 уже не подлежал восстановлению из исконных материалов.   
27.08.1990 Черниговский областной совет отменил решение о разрешении на снос дома Рашевского и 15.02.1991 года Деснянский районный суд признал договор купли-продажи дома недействительным — дом вернулся в городскую собственность.
В 1990-е годы историками вносились предложения про реставрацию и возобновления дома Рашевского для создания музея и молодёжного культурного клуба-кафе. Невзирая на неоднократные обращения к экспертным комиссиям и наличие выводов про уникальность сооружения здание, по мнению архитектора А. А. Карнабеда, на начало 21 века пришло в упадок. Дом был полностью разрушен к 2003 году.
По мнению историка С. В. Молочко данный дом принадлежат сахарозаводчику Петру Николаевичу Рашевскому — брату Татьяны жены Ивана Рашевского. А дом, который принадлежал Ивана Рашевского в действительности не сохранился. и по этому дом был ошибочно внесён в список объектов культурного наследия.

## Описание
Дом был построен в конце 19 века в урочище Черниговская Швейцаровка (Рашевщина) — на северной окраине города Чернигова.
Деревянный, одноэтажный, Г-образный в плане. Фасады украшены наличниками, пилястрами по углам. Ажурная резьба придаёт зданию своеобразный вид. Являлся примером традиционной жилищной застройки. Усадьба Рашевского включала живописный сад. 
В период 1875-1921 годы — после возвращения в Чернигов и до смерти — здесь жил живописец и скульптор Иван Григорьевич Рашевский. Преподавал живопись в Черниговской народной студии искусств, был членом Общества художников Чернигова.